# Siedmiu fantastycznych
Siedmiu fantastycznych – zbiór opowiadań fantastyczno-naukowych wydany w 1975 roku przez KAW w serii Szczęśliwa Siódemka. Wyboru dokonał Lech Jęczmyk, ilustracje Maciej Jędrysik.
Zbiór zawiera 8 a nie 7 opowiadań, a siódemka odnosi się do liczby autorów, tytułowych "fantastycznych".

## Zawartość
- Stanisław Lem Test (pierwsza z Opowieści o pilocie Pirxie)
- Stanisław Lem Podróż czternasta (z cyklu Dzienniki gwiazdowe)
- Krzysztof Boruń Nieproszeni goście
- Konrad Fiałkowski Włókno Claperiusa
- Czesław Chruszczewski Miasto, które będzie (Tunel)
- Adam Wiśniewski-Snerg Tamten świat (fragment powieści Robot)
- Andrzej Czechowski Prawda o Elektrze
- Krzysztof W. Malinowski Obrazki z przeszłości: Przeprowadzka